# جورج بيترسون (قرصان)
جورج بيترسون George Peterson (من 1686 إلى 1688) هو قرصان إنجليزي مارس معظم نشاطاته في القرصنة قبالة سواحل نيو إنجلاند ونوفا سكوشا وجزر الهند الغربية.

## تاريخ
عُرف بيترسون بالقرصنة في عام 1686 عندما شوهد بالقرب من نيوبورت، أثناء قيامه بإعادة إمداد سفينته. وعاد إلى الظهور في نيوبورت في عام 1688 على متن السفينة «باركا لونغا» الإسبانية المكونة من عشرة مدافع. وتألف جزء من طاقمه من رجال عملوا مع جان هاملين واثنين من القراصنة المتوفين مؤخرًا، هما جان (يانكي) ويليمز وجيكوب إيفرستون.
ألقي القبض على بيترسون من قبل السلطات المحلية وقدم للمحاكمة بتهمة القرصنة. شكل أصدقاؤه وجيرانه ما يكفي من هيئة المحلفين الكبرى لدرجة أنهم رفضوا توجيه الاتهام إليه أو التجار الذين ساعدوه. وكان قد باع العديد من السفن التي استولى عليها كغنائم قرصنة في منطقة الكاريبي بالإضافة إلى نهب محتوياتها، بما في ذلك الجلود وأنياب الأفيال.
تم احتجاز بعض رجاله في بوسطن، واستعادة سفينتين باعهما بيترسون، ساعدت إحداهما في المساهمة في الوصول إلى سفينة استولى عليها بيترسون، وكانت في مارثا فينيارد. استطاع بيترسون الهرب من السفينة الحربية «إتش إم إس روز» HMS Rose التي تم إرسالها لمطاردته، واتجه شمالًا نحو نيوفاوندلاند حيث أحرق السفينة المقرصنة وأخذ طاقمها الذي كان على متنها.
قرصن عدة سفن في المنطقة المجاورة واحتجز الحاكم على متن سفينته لبعض الوقت بعد الاستيلاء على الحصن في تشيبوكتو ونهبه. وبناءً على طلب الحاكم، فقد ترك بيترسون للمدافعين عن الحصن ما يكفي من الأسلحة والمدافع لصد هجمات الهنود الحمر.
ثم استولى بيترسون على سفينة فرنسية، وأطلق سراحها برسالة مفادها أن «المحتالين الفرنسيين ليس لديهم أعمال مع سفن أشخاص آخرين»، وحاول تحرير سفينة إنجليزية استولى عليها الفرنسيون.  وهرب من سفينة «إتش إم إس روز» مرة أخرى، أطلق سراح البحارة الذين أخذهم من سفن الصيد إلى سفينة استولى عليها. ويذكر آخر تقرير أنه كان قد جند مائة رجل وجمع مؤن كافية لسنة واحدة، وكان يستعد للإبحار إلى ساحل الذهب الإنجليزي.